# Mycotoxin
Mycotoxin (từ tiếng Hy Lạp μύκης mykes, "nấm mốc" và τοξικόν toxikon, "độc tố") hay còn gọi là độc tố nấm mốc là một chất độc chuyển hóa thứ cấp do các sinh vật thuộc giới nấm tạo ra và có khả năng gây bệnh hoặc giết chết người lẫn động vật. Thuật ngữ 'mycotoxin' thường được dùng để chỉ các độc chất hóa học được tạo ra bởi nấm. Một loài nấm mốc có thể sản sinh nhiều mycotoxin khác nhau, và một số loài có thể sản sinh cùng 1 loại mycotoxin.

## Sản sinh
Hầu hết các loại nấm đều hiếu khí (dùng oxi) và có mặt ở hầu hết ở khắp mọi nơi do kích thước rất nhỏ của bào tử của chúng. Chúng tiêu thụ chất hữu cơ ở bất kì nơi nào mà độ ẩm và nhiệt độ thích hợp. Khi những điều kiện được thỏa mãn, nấm sinh sôi nảy nở thành những tập đoàn và lượng mycotoxin trở nên cao hơn. Lý do của việc tạo ra các mycotoxin vẫn chưa được biết; chúng không cần thiết cho sự phát triển và sinh trưởng của nấm. Bởi vì mycotoxin làm suy yếu vật chủ bị nhiễm, nấm có thể sử dụng chúng như một chiến lược để cải thiện môi trường cho sự phát triển lan rộng hơn. Việc sản sinh độc chất phụ thuộc vào bên trong và bên ngoài môi trường bao bọc và những chất này khác nhau rất lớn về độc tính của chúng, phụ thuộc vào sinh vật bị nhiễm, và sự mẫn cảm, sự trao đổi chất, và cơ chế tự vệ của vật chủ.

## Phổ biến
Mặc dù các loại nấm dại khác cũng chứa một loại độc tố do nấm chuyển hóa tạo ra, có thể gây ra những vấn đề về sức khỏe đáng kể cho con người, nhưng chúng lại bị loại ra khỏi những cuộc thảo luận về độc tố nấm. Trong những trường hợp như vậy, sự phân biệt dựa trên kích cỡ nấm và mục đích của con người. Sự phơi nhiễm mycotoxin hầu hết thường là ngẫu nhiên, trong khi đó đối với các loại nấm lớn thì phổ biến là do việc nhận biết và ăn chúng không chính xác dẫn đến ngộ độc nấm. Ăn nhầm những nấm lớn có chứa các mycotoxin có thể gây ra những ảo giác. Loài Amanita phalloides tạo ra cyclopeptide nổi tiếng vì độc tính và là nguyên nhân gây ra khoảng 90% các ca tử vong do nấm. Các nhóm mycotoxin chính khác được tìm thấy trong nấm lớn bao gồm: orellanin, monomethylhydrazin, disulfiram-like, các indole gây ảo giác, muscarinic, isoxazole, và các chất đặc hiệu kích thích đường tiêu hóa (GI). Phần lớn bài viết này là về mycotoxin được tìm thấy trong vi nấm chứ không phải độc tố trong nấm lớn hoặc nấm mộc đại thể.